# Локарно (футбольный клуб)
«Локарно» (итал. Locarno) — швейцарский футбольный клуб, расположенный в городе Локарно, итальяноязычный кантон Тичино. Клуб был основан в 1906 году и большую часть своей истории играл во втором дивизионе Швейцарии, время от времени поднимаясь в высшую лигу Швейцарии.
Наивысшее достижение — участие в финале кубка Швейцарии 1951 года, где тичинцы уступили клубу Ла-Шо-де-Фон.

## Достижения
- Финалист Кубка Швейцарии: 1951

## Известные игроки
- Диего Баррето
- Армандо Садику
- Кубилай Тюркильмаз